# Freiherr-vom-Stein-Allee 18 (Weimar)

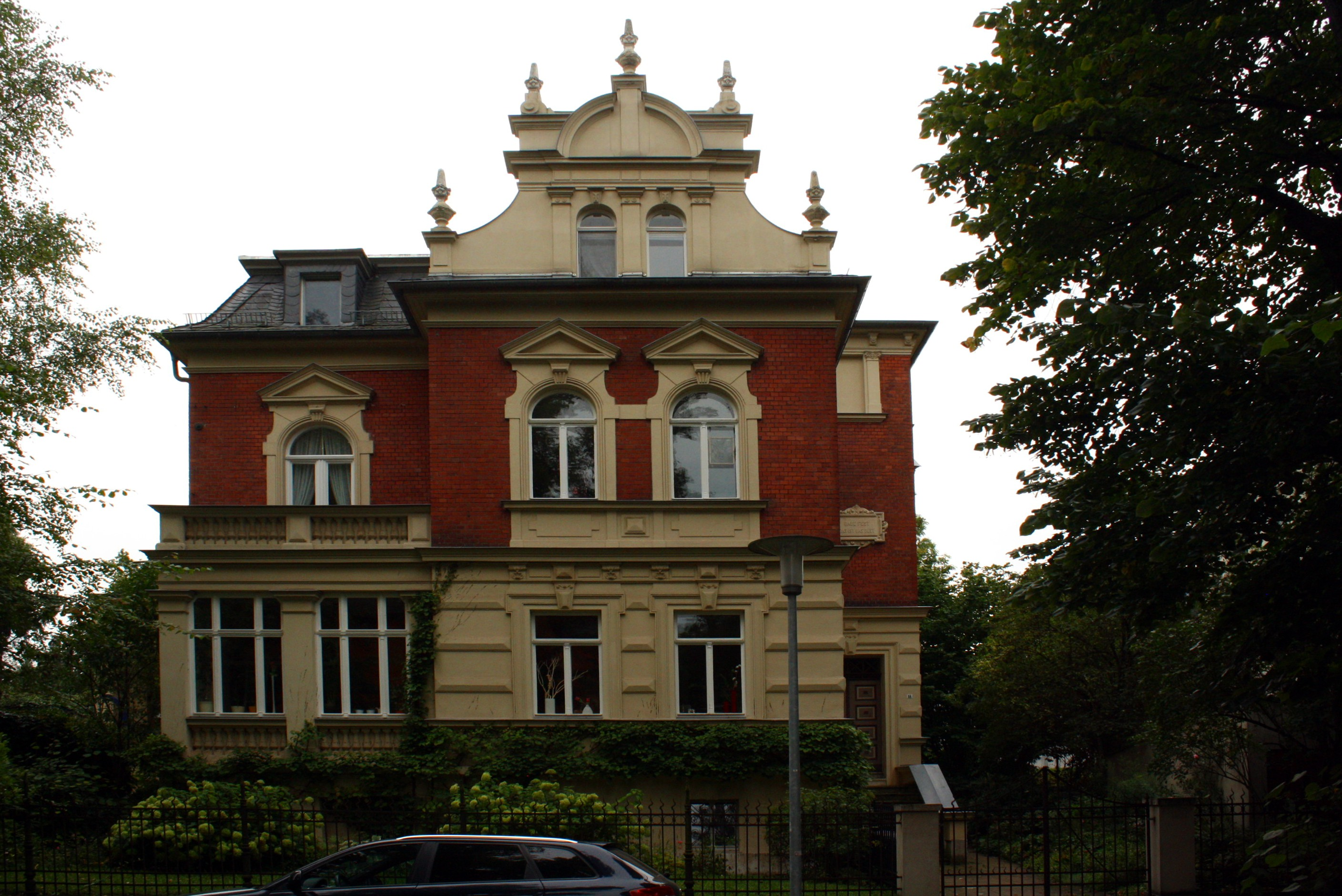
Freiherr-vom-Stein-Allee 18

Das Haus Freiherr-vom-Stein-Allee 18 ist eine Villa im Neorenaissancestil in der Südstadt von Weimar.

## Geschichte
Die Villa wurde 1892/93 nach Plänen von A. Peller errichtet. Das Grundstück wird durch einen Metallgitterzaun zur Straße begrenzt.
Zur Bauzeit hieß die Freiherr-vom-Stein-Allee Carl-Alexander-Allee. Erbaut wurde sie durch den Weimarer Bauunternehmer Albert Sömmering. Im Jahre 1895 wurde die Villa mit dem Anbau einer Veranda nach Süden hin erweitert, die wiederum 1909 aufgestockt wurde. Die zweigeschossige Villa aus Backstein in vollständig unterkellert. Mit seinem verschachtelten Grundriss entspricht er der Charakteristik und der Gebäudegliederung späthistoristischer Villenarchitektur. Das Äußere ist polychrom gestaltet. Die Polychromie entstand durch Verwendung unterschiedlicher Materialien wie die ziegelroten Verblendklinker, hell gefasstem Zementstuck und dunklem Schiefer. Der Sockel ist geböscht und rau verputzt, das Parterre ist glatt verputzt und mit Diamantquadern versehen und die mit Klinkern verkleidete Beletage durch giebelbekrönende Fensterverdachungen akzentuiert. Ein Risalit an der Straßenfassade überragt durch einen Schweifgiebel mit Zieraufsätzen die Traufe. Im Hochparterre befindet sich der Salon. Der Treppenhausrisalit an der Nordseite besitzt eine Inschriftenkartusche über dem Eingang. Dieser hatte ursprünglich einen Spitzhelm. An der Südseite befindet sich eine offene Veranda mit Austritt im Obergeschoss. Das verschieferte Mansarddach besitzt Dachgauben.
Zur bauzeitlichen Ausstattung gehören u. a. die Kassettendecke und der Terrazzofußboden im Hauseingang, die zweiläufige Treppe mit Brettbalustergeländer und verschiedene Türen.